# Élections municipales zambiennes de 2021
Les élections municipales zambiennes de 2021 ont lieu le 12 août 2021 afin de renouveler pour cinq ans les membres des conseils municipaux ainsi que les maires des municipalités de la Zambie.